# マット・ベイティ
マシュー・トーマス・ベイティ（Matthew Thomas Beaty, 1993年4月28日 - ）は、アメリカ合衆国ジョージア州グウィネット郡スネルビル出身のプロ野球選手（一塁手、外野手）。フリーエージェント（FA）。右投左打。

## 経歴

### プロ入り前
2011年のMLBドラフト48巡目（全体1446位）でカンザスシティ・ロイヤルズから指名されたが、この時は契約せずにベルモント大学へ進学した。

### プロ入りとドジャース時代

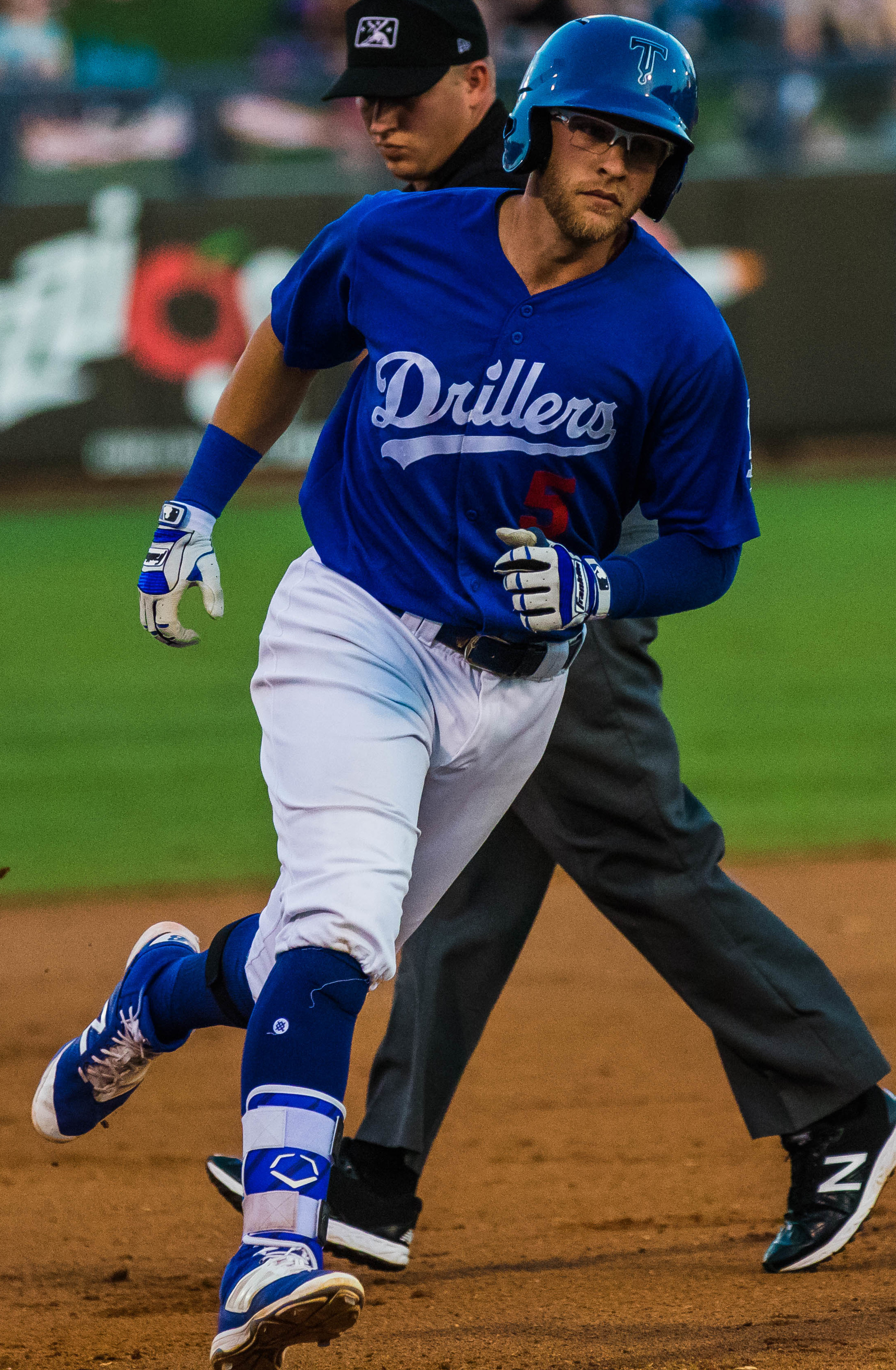
AA級タルサ時代
(2017年7月28日)

2015年のMLBドラフト12巡目（全体372位）でロサンゼルス・ドジャースから指名され、プロ入り。契約後、傘下のパイオニアリーグのルーキー級オグデン・ラプターズでプロデビュー。A級グレートレイクス・ルーンズでもプレーし、2球団合計で68試合に出場して打率.314、4本塁打、28打点、4盗塁を記録した。
2016年はA+級ランチョクカモンガ・クエークスでプレーし、124試合に出場して打率.297、11本塁打、88打点、6盗塁を記録した。
2017年はAA級タルサ・ドリラーズでプレーし、116試合に出場して打率.326、15本塁打、69打点、3盗塁を記録した。この年はテキサスリーグのMVPに選ばれている。オフにはアリゾナ・フォールリーグに参加し、グレンデール・デザートドッグスに所属した。
2018年はルーキー級アリゾナリーグ・ドジャースとAAA級オクラホマシティ・ドジャースでプレーし、2球団合計で34試合に出場して打率.284、1本塁打、14打点を記録した。オフの11月20日にはルール・ファイブ・ドラフトでの流出を防ぐために40人枠入りした。
2019年は開幕をAAA級オクラホマシティで迎え、4月30日にメジャー初昇格を果たした。同日のサンフランシスコ・ジャイアンツ戦にて7回表に代打でメジャーデビューすると、その初打席で安打を放った。この年メジャーでは99試合に出場して打率.265、9本塁打、46打点、5盗塁を記録した。
2021年は主に代打として120試合に出場し、打率.270、7本塁打を記録した。
2022年3月23日にハンサー・アルベルトの加入に伴いDFAとなった。

### パドレス時代
2022年3月28日にリバー・ライアンとのトレードで、サンディエゴ・パドレスへ移籍した。シーズンでは、5月に左肩を痛めたのを皮切りにそのほとんどを故障とリハビリの繰り返しで過ごし、期待に応えることができず、打率.093、本塁打0、打点も1のみという散々な成績であった。9月10日にDFAとなり、翌11日に傘下のAAA級エルパソ・チワワズに配属された後、13日にFAとなった。

### ジャイアンツ時代
2023年1月10日にカンザスシティ・ロイヤルズとマイナー契約を結んだが、開幕前の3月30日に金銭トレードでサンフランシスコ・ジャイアンツに移籍し、40人枠入りした。開幕から4試合に出場したが、4月下旬以降はAAA級サクラメント・リバーキャッツでプレーした。5月30日にDFAとなり、6月6日にFAとなった。

### ロイヤルズ時代
2023年6月12日にカンザスシティ・ロイヤルズとマイナー契約を結んだ。6月18日にメジャー契約を結びアクティブ・ロースター入りした。9月19日にDFAとなり、10月2日にFAとなった。

## 詳細情報

### 年度別打撃成績
| 年 度    | 球 団    | 試 合 | 打 席 | 打 数 | 得 点 | 安 打 | 二 塁 打 | 三 塁 打 | 本 塁 打 | 塁 打 | 打 点 | 盗 塁 | 盗 塁 死 | 犠 打 | 犠 飛 | 四 球 | 敬 遠 | 死 球 | 三 振 | 併 殺 打 | 打 率 | 出 塁 率 | 長 打 率 | O P S |
| -------- | -------- | ----- | ----- | ----- | ----- | ----- | -------- | -------- | -------- | ----- | ----- | ----- | -------- | ----- | ----- | ----- | ----- | ----- | ----- | -------- | ----- | -------- | -------- | ----- |
| 2019     | LAD      | 99    | 268   | 249   | 36    | 66    | 19       | 1        | 9        | 114   | 46    | 5     | 0        | 0     | 0     | 17    | 2     | 2     | 33    | 6        | .265  | .317     | .458     | .775  |
| 2020     | LAD      | 21    | 54    | 50    | 8     | 11    | 1        | 0        | 2        | 18    | 5     | 0     | 0        | 0     | 0     | 2     | 0     | 2     | 14    | 3        | .220  | .278     | .360     | .638  |
| 2021     | LAD      | 120   | 234   | 204   | 35    | 55    | 4        | 1        | 7        | 82    | 40    | 2     | 2        | 0     | 0     | 20    | 0     | 10    | 44    | 3        | .270  | .363     | .402     | .765  |
| 2022     | SD       | 20    | 47    | 43    | 6     | 4     | 1        | 1        | 0        | 7     | 1     | 0     | 0        | 0     | 0     | 2     | 0     | 2     | 8     | 3        | .093  | .170     | .163     | .333  |
| MLB：4年 | MLB：4年 | 260   | 603   | 546   | 85    | 136   | 25       | 3        | 25       | 221   | 92    | 7     | 2        | 0     | 0     | 41    | 2     | 17    | 99    | 15       | .249  | .320     | .405     | .725  |

- 2022年度シーズン終了時

### 年度別守備成績
| 年 度 | 球 団 | 一塁（1B） | 一塁（1B） | 一塁（1B） | 一塁（1B） | 一塁（1B） | 一塁（1B） | 三塁（3B） | 三塁（3B） | 三塁（3B） | 三塁（3B） | 三塁（3B） | 三塁（3B） | 左翼（LF） | 左翼（LF） | 左翼（LF） | 左翼（LF） | 左翼（LF） | 左翼（LF） | 右翼（RF） | 右翼（RF） | 右翼（RF） | 右翼（RF） | 右翼（RF） | 右翼（RF） |
| 年 度 | 球 団 | 試 合      | 刺 殺      | 補 殺      | 失 策      | 併 殺      | 守 備 率   | 試 合      | 刺 殺      | 補 殺      | 失 策      | 併 殺      | 守 備 率   | 試 合      | 刺 殺      | 補 殺      | 失 策      | 併 殺      | 守 備 率   | 試 合      | 刺 殺      | 補 殺      | 失 策      | 併 殺      | 守 備 率   |
| ----- | ----- | ---------- | ---------- | ---------- | ---------- | ---------- | ---------- | ---------- | ---------- | ---------- | ---------- | ---------- | ---------- | ---------- | ---------- | ---------- | ---------- | ---------- | ---------- | ---------- | ---------- | ---------- | ---------- | ---------- | ---------- |
| 2019  | LAD   | 35         | 197        | 19         | 3          | 15         | .986       | 9          | 4          | 7          | 0          | 1          | 1.000      | 34         | 45         | 1          | 0          | 0          | 1.000      | 2          | 1          | 0          | 0          | 0          | 1.000      |
| 2020  | LAD   | 13         | 68         | 3          | 0          | 8          | 1.000      | -          | -          | -          | -          | -          | -          | 2          | 3          | 0          | 0          | 0          | 1.000      | -          | -          | -          | -          | -          | -          |
| 2021  | LAD   | 21         | 110        | 8          | 0          | 11         | 1.000      | 5          | 1          | 3          | 1          | 0          | .800       | 28         | 21         | 1          | 2          | 0          | .917       | 20         | 12         | 0          | 1          | 0          | .923       |
| MLB   | MLB   | 69         | 375        | 30         | 3          | 34         | .993       | 14         | 5          | 10         | 1          | 1          | .938       | 64         | 69         | 2          | 2          | 0          | .973       | 22         | 13         | 0          | 1          | 0          | .929       |

- 2021年度シーズン終了時

### 表彰
MiLB
- テキサスリーグ最優秀選手賞（英語版）：1回（2017年）

### 背番号
- 45（2019年 - 2021年, 2023年 - 同年4月17日）
- 27（2022年, 2023年6月18日 - ）